# Walt Disney
Walter Elias "Walt" Disney, född 5 december 1901 i Chicago i Illinois, död 15 december 1966 i Burbank i Kalifornien, var en amerikansk animatör, filmproducent, entreprenör och röstskådespelare. Disney kom genom sitt arbete med tecknad film att bli en av världens mest kända filmproducenter.

## Biografi

### Barndom och uppväxt
Walt Disney föddes 1901 som son till Flora Call (1868-1938), och Elias Disney (1859-1941), av irländskt-kanadensiskt ursprung. Walt hade tre äldre bröder, Herbert (1888-1961), Raymond (1890-1989) och Roy (1893-1971) och fick senare en syster, Ruth (1903-1995).
Disney föddes på 1249 Tripp Avenue i Chicago, där hans far arbetade som byggmästare, men familjen flyttade år 1906 till en bondgård nära Marceline i Missouri. Här började Disney intressera sig för djur och med tiden även att rita av dem. Familjen stannade på gården i fem år varefter de flyttade till Kansas City. Det var också i Marceline Disneys intresse för järnvägar utvecklades, då Atchison, Topeka and Santa Fe Railway gick genom orten.
Walt Disneys barndom var allt annat än idyllisk, fadern var hård och misshandlade ofta sina söner och modern ingrep aldrig. Disney misstänkte att anledningen till att han blev misshandlad var att han var adopterad, något som aldrig bekräftades, men som man i dag kan dementera eftersom man kan se likheten mellan honom och hans brorson (Roy E Disney). Walt Disney tyckte om djur och ritade ofta av grisar och andra runda djur med en kolbit när fadern inte såg på. Fadern ansåg att teckning var opassande och när han kom på honom fick det ofta svåra konsekvenser för pojken.
Som 14-åring började Walt Disney studera vid Kansas City Art Institute och som 16-åring förfalskade han sin legitimation för att anmäla sig som frivillig som ambulansförare hos Röda korset i Frankrike under första världskriget.

### Tidig karriär
Walt Disney återvände till USA 1919 där han började arbeta hos en konststudio i Kansas City. Till en början ägnade sig Disney åt att göra skämtteckningar. Disney anslöt sig till Kansas City Film Ad Company, där de producerade tecknade reklamfilmer. Där träffade han Ub Iwerks, och, undantaget några år på 1930-talet, kom dessa två att samarbeta fram till Disneys död.
Disney lärde sig mer om animation och började inom kort att teckna satiriska filmer som han kallade Laugh-O-Gram och sålde till en biograf i trakten. Disney blev inspirerad av denna framgång och bildade 1922 sitt första egna bolag, som han döpte till Laugh-O-Gram Studio. Emellertid gick det i konkurs redan påföljande år.
Walt Disney flyttade därefter till Los Angeles, där han bodde hos sin farbror, vilken han övertalade att få bygga en animationsateljé i hans garage. Där återupptog Disney sitt tidigare projekt Alice's Wonderland, där en skådespelande flicka interagerar med animerade figurer och han slöt ett avtal med en distributör i New York för att producera serien. Tillsammans med Iwerks och sin äldre bror Roy O. Disney bildade de The Disney Bros. Cartoon Studio, 1925 omdöpt till Walt Disneys Studios. Med hjälp av Ub Iwerks producerade han nu en serie filmer med titeln Alice Comedies.
År 1927 beslöt man att låta Alice Comedies-serien gå i graven, och istället skapade Disney och Iwerks en ny serie animerade filmer med titeln Oswald the Lucky Rabbit. Ganska snart uppstod dock oklarheter kring vem som egentligen innehade rättigheterna till figuren, vilket resulterade i att Disneys tvingades ge upp serien redan efter ett år.

### Musse Pigg och Silly Symphonies
Som en ersättning för Oswald skapade Disney, tillsammans med Iwerks, så en ny figur – Musse Pigg (Mickey Mouse). De första filmerna med Musse Pigg var stumfilmer, och blev ingen större succé. Konkursen låg nära, och i ett sista försök att rädda företaget beslöt Walt Disney i november 1928 att släppa den tredje Musse-filmen, Musse Pigg som Ångbåtskalle för andra gången – denna gång med ljud. Ljudfilmer hade visserligen existerat tidigare, men Musse Pigg som Ångbåtskalle innebar den första film där ljud och bild interagerade med varann. Filmen blev en stor succé, och företaget räddades från konkurs.
Åren 1929–1946 var det Walt Disney som var Musses röst. 1946 var de tvungna att byta röstskådespelare, eftersom Disney var för upptagen och för att hans röst hade "blivit förstörd" på grund av kedjerökning. 
Disney påbörjade sedan filmserien Silly Symphonies, där handlingen skapades för att passa till ett förinspelat musikstycke istället för tvärtom, som dittills varit brukligt. Den första filmen i serien var Skelettdansen från 1929 och en av de mest kända är Tre små grisar från 1933, där schlagern Who's Afraid of the Big Bad Wolf lanserades.
Disney Studios skapade i denna veva flera andra tecknade figurer, som även de blev "superstjärnor", som till exempel Mimmi Pigg, Långben, Pluto och Kalle Anka. Disney själv skapade dock inte dessa figurer, utan det var hans anställda tecknare medan han själv koncentrerade sig på manuset. Disney slutade själv att animera i slutet av 1920-talet.
Disney utvecklade den så kallade multiplanskameran, vilken gjorde det möjligt att få bättre perspektiv och djup i de tecknade filmerna. Hans företag utvecklades till ett jätteföretag med hundratals anställda.

### Första animerade långfilmerna
År 1937 förverkligade Walt Disney sin dröm att producera USA:s första animerade långfilm, tillika världens första animerade långfilm i färg – Snövit och de sju dvärgarna. Filmen förhandsvisades i december 1937, fick biopremiär i USA i februari 1938 och blev en stor kassasuccé. Filmen var oerhört påkostad och Disney visste att filmen måste bli en succé om inte studion och han själv skulle gå i konkurs. Fler långfilmer följde, bland annat Fantasia (1940).
År 1941 strejkade tecknarna hos Disney Studios på grund av Walt Disneys auktoritära styre och studions sämre ekonomi vilket satte hård press på tecknarna. Många sade upp sig och bildade istället UPA (United Production of America). Walt fick under strejken utstå svidande kritik från många av sina tecknare, och de sägs ha startat ryktet om att Walt var antisemit och rasist.

### Andra världskriget, spelfilmer, naturfilmer
Under andra världskriget anlitades Disney Productions till att producera propagandafilmer i syfte att verka moraliskt stärkande för amerikanerna såväl hemmavid som ute i krig. Ett resultat av detta blev den huvudsakligen animerade långfilmen Victory Through Air Power från 1943. Efter kriget började företaget vid sidan av animerad film också att producera spelfilm; den första av dessa blev Skattkammarön från 1950. Ungefär samtidigt kom en rad naturdokumentärer (True-Life Adventures). Flera av dessa Oscarbelönades, och sammanlagt erhöll Walt Disney genom åren 32 (rekord) Oscarsstatyetter för sina filmer.

### Walt Disney och politiken

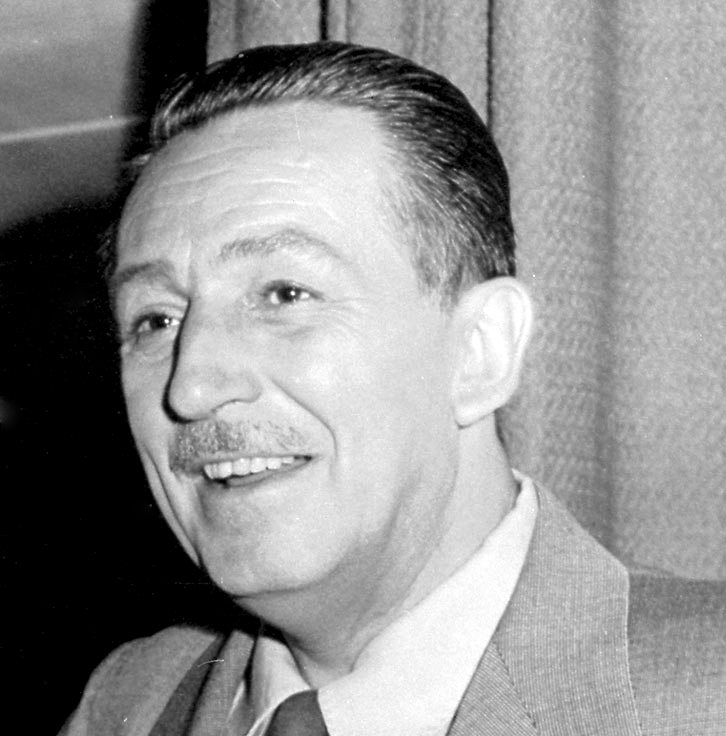
Walt Disney, 1954

År 1947 vittnade Walt Disney inför House On Un-American Activitites, ett utskott som ville spåra "kommunister" och "kommunistsympatisörer". Medan vissa skådespelare som Humphrey Bogart och Judy Garland vägrade att vittna ställde Walt Disney upp. Namnen som angavs av Disney var dock mestadels inte kommunister utan snarare fackligt engagerade skådespelare. Och även om de allra flesta frikändes från kommunistanklagelserna så sattes många upp på filmindustrins inofficiella svarta lista. 1954 skrev Disney kontrakt med FBI för att stötta J. Edgar Hoovers "korståg mot kommunismen i Hollywood", enligt biografen Marc Eliot. Walt Disney var övertygad republikan och röstade för Barry Goldwater som president och Ronald Reagan som guvernör i Kalifornien.

### Nöjespark och Epcot
Disney påbörjade i början av 1950-talet byggandet av Disneyland i Anaheim, Kalifornien. Det var tänkt att från början bli en park vid studion i Burbank med statyetter av figurerna, men sedan beslöt man att det skulle bli en nöjespark som öppnades den 17 juli 1955. Disneyland var till stor del inspirerad av Tivoli i Köpenhamn.
Under den sista tiden hade Walt Disney planer på ett projekt som kallades för Epcot (Experimental Prototype Community of Tomorrow). Epcot skulle bli ett slags framtidens samhälle. Efter Disneys död övertogs arbetet av brodern Roy som ändrade på planerna, och fem år senare öppnades Walt Disney World. Roy Disney var noga med att det skulle kallas för Walt Disney World så att ingen skulle glömma hans bror.

### Sista tid och död
I november 1966 diagnostiserades Walt Disney med lungcancer och han avled den 15 december 1966, en vecka och tre dygn efter sin 65-årsdag, av akuta cirkulationsproblem efter att ha genomgått en operation för att avlägsna en tumör i lungan.
Det finns ett rykte om att Walt ska ha frusits ner efter att han dött. I själva verket blev han kremerad och hans dotter Diane har sagt att det inte finns någon sanning till att Walt Disney skulle blivit nedfrusen efter sin död. Enligt "åtminstone en Disney publicist" så var det några Disneyanimatörer, som hade kommit på myten, som vill skämta lite om Disney.

### Privatliv
Walt Disney gifte sig med Lillian Marie Bounds (1899–1997) den 13 juli 1925, som han lärde känna då hon anställdes vid studion. I äktenskapet föddes en dotter, Diane (1933–2013), och de adopterade även en dotter, Sharon (1936–1993). Lillian och Walt förblev gifta fram till Disneys död 1966.
Lillian gifte om sig 1969 med affärsmannen John L. Truyens. Han avled 1981.

## Walt Disney och tecknade serier
Det finns inget som tyder på att Walt Disney hade något särskilt intresse för tecknade serier. De serier som skapades i hans namn var mer biprodukter, likt dockor, porslinsfigurer och sagoböcker, som producerades för att öka filmernas och figurernas popularitet. Bolaget var dock noga med att Disney skulle vara ett kvalitetsmärke och ställde därför höga krav på dem som sysslade med alla former av merchandise. 
Den första av alla Disneyserier var Musse Pigg, och den dök upp i en dagstidning den 13 januari 1930. Snart följde söndagssidor med Silly Symphony och dagstidningsstrippar med Kalle Anka. 1939 började amerikanska förlaget Western Printing (i samarbete med Dell Publishing) publicera "Four Color Comics", som också innehöll Disney material. Det blev en stor framgång, och ett år senare fick Disneyserier sin egen titel – "Walt Disney's Comics and Stories". 
Tecknarna som arbetade med dessa serier var före detta Disneyanimatörer eller personal från Western Printing. Alla dessa serieskapare var anonyma; de fick inte signera sina verk. Det var först när seriernas läsare började göra efterforskningar som namnen på tecknarna avslöjades. Några av de mest kända tecknarna av Disneyserier är: Al Taliaferro, Floyd Gottfredson och Carl Barks. 
Redan på 1930-talet började flera länder i Europa, med eller utan licens, teckna och publicera Disneyserier. På 1960-talet började flera länder i Sydamerika producera serier för Disney. Nästan alla Disneyfigurer har fått sin egen serie och alla filmer, både animerade och spelfilm, har översatts till seriemediet.

## Walt Disney i kulturen

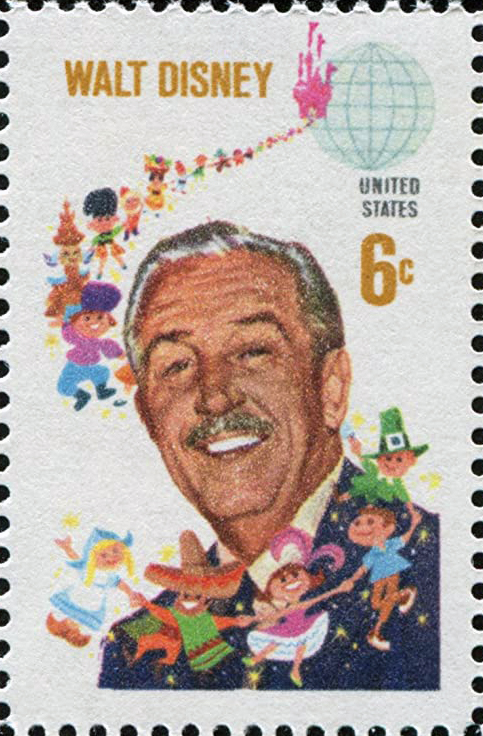
Walt Disney, avbildad på ett frimärke från 1968.

I filmen Saving Mr. Banks från 2013 spelas Walt Disney av Tom Hanks.
Walt Disney har fått en stjärna på Hollywoods Walk of Fame. Även karaktärer som Disney skapat har fått egna stjärnor.

## Filmografi

### Kortfilmer (som producent, i urval)
Se även Lista över Disneys kortfilmer
- Musse Piggs luftfärd (1928)
- Musse Pigg som Ångbåtskalle (1928)
- Skelettdansen (1929)
- I jultomtens verkstad (1932)
- Morgonstund (1932)
- Tre små grisar (1933)
- Den galna doktorn (1933)
- Den kloka hönan (1934)
- Haren och sköldpaddan (1934)
- Kalle Anka som skådespelare (1934)
- Den gamla kvarnen (1937)
- Musse Pigg på camping (1938)
- Tjuren Ferdinand (1938)
- Kalle Anka i djungeln (1947)

### Långfilmer (som producent, i urval)
Se även Lista över Disneyfilmer
- Snövit och de sju dvärgarna (1937)
- Pinocchio (1940)
- Fantasia (1940)
- Dumbo (1941)
- Bambi (1942)
- Sången om Södern (1946; delvis animerad spelfilm)
- Det svarta fåret (1949; delvis animerad spelfilm)
- Askungen (1950)
- Skattkammarön (1950)
- Alice i Underlandet (1951)
- Peter Pan (1953) [24]
- En världsomsegling under havet (1954)
- Lady och Lufsen (1955)
- Old Yeller klarar allt (1957)
- Törnrosa (1959)
- Pollyanna (1960)
- Skeppsbrott i Söderhavet (1960)
- Föräldrafällan (1961)
- Pongo och de 101 dalmatinerna (1961)
- Svärdet i stenen (1963)
- Mary Poppins (1964; delvis animerad spelfilm)
- Djungelboken (1967; avled i början av produktionen)

## Eftermäle
Asteroiden 4017 Disneya är uppkallad efter honom.